# 卡夫戈洛夫斯科耶湖
60°10′50″N 30°30′0″E / 60.18056°N 30.50000°E
卡夫戈洛夫斯科耶湖（俄语：Кавголовское озеро），是俄羅斯的湖泊，位於該國西北部，由列寧格勒州負責管轄，長4公里、寬3.5公里，面積6.8平方公里，海拔高度55米，集水區面積31.7平方公里，平均水深2.5米，最大水深3.5米。